# قلاب‌دهان فراساحل
قلاب‌دهان فراساحل(نام علمی: Merluccius albidus) نام یک گونه از سرده قلاب‌دهان است.